# 英庄镇
英庄镇，是中华人民共和国河南省南阳市卧龙区下辖的一个乡镇级行政单位。

## 行政区划
英庄镇下辖以下地区：
东柳家泉社区、上柳家泉社区、后英庄村、南屯村、张旗营村、贾营村、河东村、前英庄村、尹营村、王塘庄村、大营村、吕盘村、赵庄村、橡子树村、堰岔村、高营村、于岗村、孙集村、刘冢村、东坡村、大胡营村、贺庄村、南刘营村、岭岗村、官寺村、西刘营村、李湖村、段寨村和西赵营村。